# キラリ☆ (アルバム)
『キラリ☆』は、2015年5月5日にavex traxから発売された東京女子流の初のベスト・アルバム。
Type-A（2枚組CD+Blu-ray disc）、Type-B（2枚組CD+Blu-ray disc）、Type-C（CD+2枚組DVD）、Type-D（CDのみ）の4形態がある。

## 収録曲
1. キラリ☆ -Album Version- (=TGS01)
1stアルバムに収録。
2. おんなじキモチ (=TGS02)
2ndシングルに収録。
3. 鼓動の秘密 (=TGS04)
1stアルバムに収録。
4. ヒマワリと星屑 (=TGS05)
4thシングルに収録。
5. Limited addiction (=TGS13)
7thシングルに収録。
6. Liar (=TGS17)
8thシングルに収録。
7. Rock you! (=TGS18)
9thシングルに収録。
8. 追憶 -Single Version- (=TGS21Part2)
10thシングルに収録。
9. Bad Flower (=TGS24)
11thシングルに収録。
10. Partition Love (=TGS32)
15thシングルに収録。
11. 運命 (=TGS33)
12thシングルに収録。
12. ちいさな奇跡 (=TGS34)
14thシングルに収録。
13. Count Three -New Vocal Version-
14. Killing Me Softly -Royal Mirrorball Mix-
Type-Dのみに収録。

### Type-A

#### Disc 2 (CD)
BEST ALBUM 2
1. LIFE SIZE
コンピレーション・アルバム『あにこん the beginning』に収録。
2. Don't Be Cruel (=TGS14)
7thシングルに収録。
3. 十字架 〜映画「学校の怪談 -呪いの言霊-」 Ver.〜 (=TGS39Movie)
16thシングルに収録。
4. LolitA☆Strawberry in summer (=TGS23)
11thシングルに収録。
5. ディスコード (=TGS26)
11thシングルに収録。
6. 孤独の果て 〜月が泣いてる〜 (=TGS11)
1stアルバムに収録。
7. 頑張って いつだって 信じてる (=TGS03)
3rdシングルに収録。
8. Attack Hyper Beat POP (=TGS10)
1stアルバムに収録。
9. 僕の手紙 (=TGS15)
ZONEのトリビュート・アルバム『ZONEトリビュート〜君がくれたもの〜』に収録。
10. Regret. (=TGS16)
2ndアルバムに収録。
11. Killing Me Softly (=TGS00)
4thアルバムに収録。
12. 約束 (=TGS28)
3rdアルバムに収録。
13. きっと 忘れない、、、 (=TGS07)
1stアルバムに収録。

#### Disc 3 (Blu-ray Disc)
Music Video
1. キラリ☆
2. おんなじキモチ
3. 頑張って いつだって 信じてる
4. ヒマワリと星屑
5. Love like candy floss
6. 鼓動の秘密
7. サヨナラ、ありがとう。
8. Limited addiction
9. Liar
10. Rock you!
11. 追憶 -Single Version-
12. LolitA☆Strawberry in summer
13. Bad Flower
14. 約束
15. 運命
16. Get The Star
17. ちいさな奇跡
18. Partition Love
19. 月の気まぐれ
20. 十字架 〜映画「学校の怪談 -呪いの言霊-」 Ver.〜
21. Killing Me Softly
22. ヒマワリと星屑 -English Version-
23. Say long goodbye

### Type-B

#### Disc 2 (CD)
HARDBOILED ALBUM
2014年8月15日から11月14日に7インチシングル盤で発売された楽曲を収録。
1. pale blue nocturne (=TGS43)
作詞：さちひろ、作曲・編曲：松井寛
2. GAME (=TGS41)
作詞：坂田麻美、作曲・編曲：松井寛
3. existence (=TGS42)
作詞：さちひろ、作曲：島野聡、編曲：松井寛
4. Say long goodbye (=TGS44)
作詞：杉村喜光、作曲：コモリタミノル、編曲：松井寛
5. A New Departure (=TGS45)
作詞：坂田麻美、作曲・編曲：松井寛
6. Killing Me Softly -Miii Remix-
7. ずっと 忘れない。 -PellyColo Remix-
8. 鼓動の秘密 -KM REMIX-
9. おんなじキモチ -K BoW Jersey Remix-
10. Limited addiction -Seiho Remix-
11. We Will Win! -ココロのバトンでポ・ポンのポ〜ン☆- -Carpainter Remix-

#### Disc 3 (Blu-ray Disc)
HARDBOILED NIGHT by TOKYO GIRLS' STYLE
2014年7月から11月まで5か月連続で行われた、東京女子流の赤坂BLITZ公演で上映された、東京女子流のメンバー主演のショートフィルムとライブ映像を収録。ショートフィルムの脚本・監督は庭月野議啓。
1. "STORY 1-1"
2. Count Three
3. "STORY 1-2"
4. Killing Me Softly
5. "STORY 1-3"
6. GAME
7. "STORY 2-1"
8. ディスコード
9. "STORY 2-2"
10. existence
11. "STORY 2-3"
12. "STORY 3-1"
13. pale blue nocturne
14. "STORY 3-2"
15. 十字架 〜映画「学校の怪談 -呪いの言霊-」 Ver.〜
16. "STORY 3-3"
17. Love like candy floss
18. "STORY 3-4"
19. "STORY 4-1"
20. Liar
21. "STORY 4-2"
22. Limited addiction -Unlimited addiction Mirrorball Royal Mix-
23. "STORY 4-3"
24. "STORY 5-1"
25. Say long goodbye
26. "STORY 5-2"
27. A New Departure

### Type-C
- Disc 2 (DVD) - おでかけムービー ベスト① 〜メンバーセレクト〜
- Disc 3 (DVD) - おでかけムービー ベスト② 〜ダイジェスト〜